# علی‌اکبر رشاد
علی‌اکبر رَشادی (زادهٔ ۱۳۳۵ خورشیدی/ ۱۳۷۵ قمری)، معروف به علی‌اکبر رشاد، محقق اسلامی، عضو شورای عالی انقلاب فرهنگی، بنیان‌گذار و رئیس و عضو هیئت علمی پژوهشگاه فرهنگ و اندیشه اسلامی، مؤسس و رئیس حوزهٔ علمیهٔ امام رضا، رئیس شورای حوزه‌های علمیهٔ استان تهران و عضو پیوسته فرهنگستان علوم  می‌باشد.

## زندگی‌نامه
علی‌اکبر رشاد، دانش‌آموختهٔ حوزه‌های علمیهٔ تهران و قم است؛ وی دورهٔ مقدمات و سطح یک حوزه را طی سال‌های ۱۳۴۶ تا ۱۳۴۹، نزد آقایان کمالی، محمدزادهٔ مزینانی، علی افخمی (افخم‌رضایی)، مجتهد زنجانی نجفی، عبدالصمد خویی در تهران فراگرفت. سپس برای ادامهٔ تحصیل در ۱۳۴۹، به حوزهٔ علمیهٔ قم مهاجرت کرد و در مدرسهٔ علمیهٔ سیدمحمد رضاگلپایگانی ـ که نخستین مرکز آموزشی تحت برنامه و به شیوهٔ جدید حوزهٔ قم قلمداد می‌شد ـ پذیرفته و مشغول به تحصیل شد.
وی پایه‌های سطح دو را نزد باکویی، حسن تهرانی، مختار امینیان گیلانی، سید جواد احمدی طالقانی، اشتهاردی، محمودی اشتهاردی، و صلواتی اراکی در این مدرسه سپری کرد. همچنین در همین دوره در دروس تفسیر و عقاید اسلامی شب‌زنده‌دار شیرازی، و دروس ادیان و فرق (یهودیت و مسیحیت، وهابیت و بهائیت) عبدالقائم شوشتری شرکت کرد.
رشاد سطح سه حوزه را نزد آقایان علی‌پناه اشتهاردی، محسن حرم‌پناهی قمی، مرتضی مقتدایی اصفهانی، مصطفی اعتمادی خواجوی تبریزی، سیدابوالفضل موسوی تبریزی (ریحانی)، مرتضی بنی‌فضل، آقا رسول موسوی تهرانی، ستودهٔ اراکی، قافی یزدی، سیدعلی محقق داماد و جعفر سبحانی تبریزی طی کرد. وی پس از اتمام سطوح سه‌گانهٔ حوزه، مجموعاً بیست و پنج سال در دروس خارج فقه و اصول آقایان حسین وحید خراسانی، علی مشکینی، حسینعلی منتظری (در قم) و سید علی خامنه‌ای و مجتبی تهرانی (در تهران) شرکت جست. ایشان مقارن فراگیری فقه و اصول، سطوح مختلف فلسفه را نیز نزد استادان احمد بهشتی، مرتضی مطهری، سید محمد بهشتی، یحیی انصاری شیرازی و محمد محمدی گیلانی، فراگرفت.
مرتبهٔ علمی او استاد و در حوزه مدرس خارج فقه و اصول است.
وی همچنین سرپرست تدوین کتاب «دانشنامه امام علی علیه السلام» بوده‌است. او مباحثاتی با جان هیک داشته‌است.

## فعالیت‌های علمی
علی‌اکبر رشاد، در سه دههٔ گذشته به تدریس سطوح عالیهٔ فقه و اصول، فلسفهٔ دین، فلسفه و عرفان در حوزهٔ تهران، و فلسفهٔ دین و کلام، تفسیر قرآن و منطق فهم دین، در دانشگاه‌های تهران و مشهد اشتغال داشته‌است. وی چندین کتاب منتشر و به گفته خویش بیش از سی جلد کتاب در دست تالیف دارد. همچنین وی پنجاه عنوان مقاله در زمینه‌های فلسفه، فلسفهٔ دین، کلام، علوم و معارف قرآنی، اندیشهٔ سیاسی، شعر و ادبیات، فقه، اصول، فلسفهٔ اصول تألیف و منتشر نموده‌است.
رشاد مؤسس و رئیس پژوهشگاه فرهنگ و اندیشهٔ اسلامی است، که از بزرگ‌ترین مراکز تحقیقاتی دینی و علمی غیردولتی ایران قلمداد می‌شود. این پژوهشگاه دارای پنج پژوهشکده و پنج مؤسسهٔ وابسته می‌باشد و مجموعاً مشتمل بر بیست گروه علمی در زمینه‌های فلسفه، معرفت‌شناسی، عرفان، قرآن‌پژوهی، فلسفهٔ دین، کلام، منطق فهم دین؛ اخلاق، فقه و حقوق، سیاست، اقتصاد، مدیریت اسلامی؛ غرب‌شناسی، تاریخ و تمدن، فرهنگ‌پژوهی، انقلاب اسلامی، ادبیات اندیشه و… است.

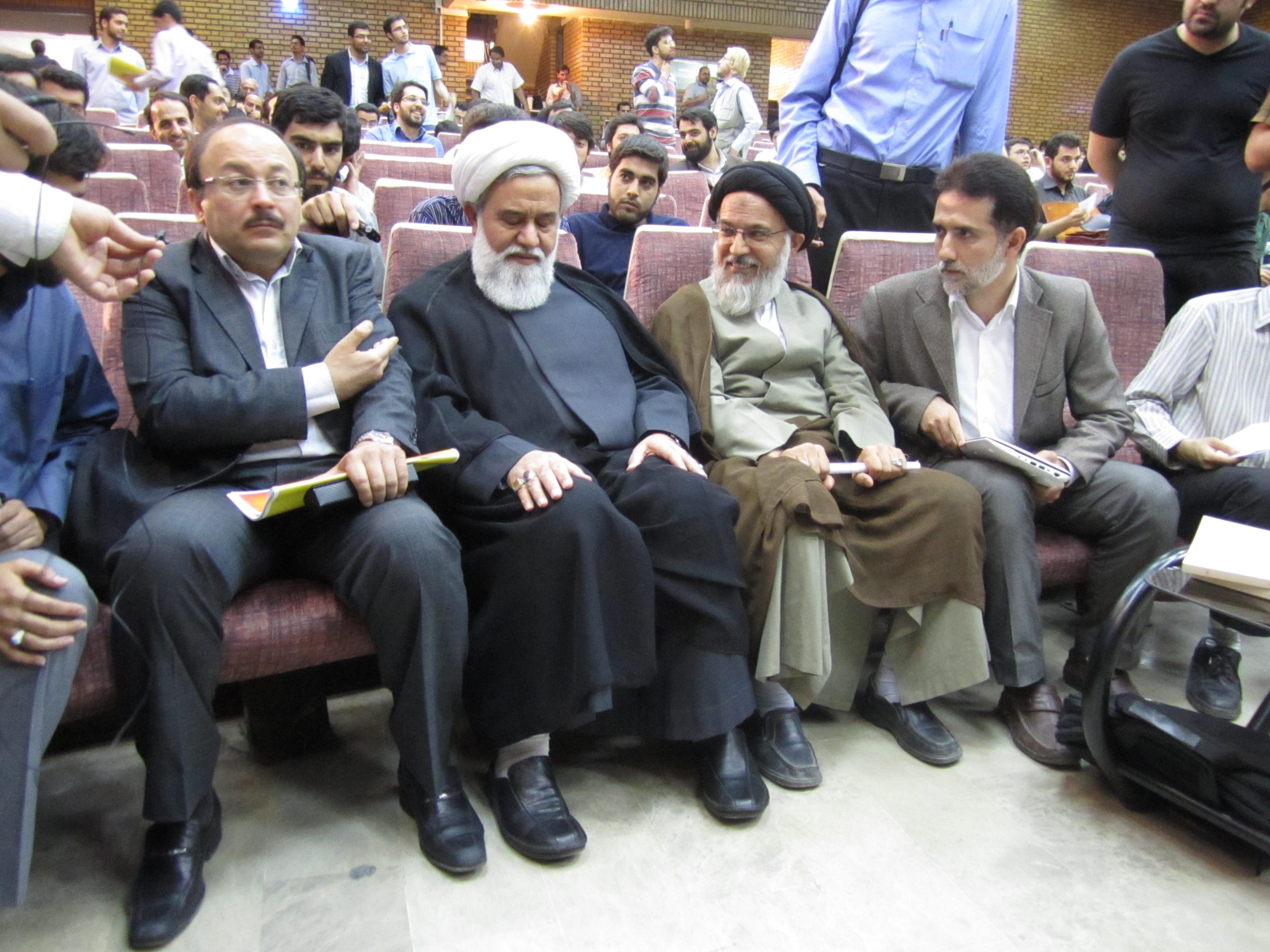
از چپ: بیژن عبدالکریمی، علی‌اکبر رشاد و محمدمهدی میرباقری در همایش علم دینی، ۹ خرداد ۱۳۹۱، دانشکده علوم اجتماعی دانشگاه تهران

در بیست سال اخیر، در پژوهشگاه، چهار دانشنامه تحت نظر استاد رشاد با عنوان‌های: ۱. دانشنامهٔ امام علی (در سیزده جلد) ۲. دانشنامهٔ قرآن‌شناسی (بیست و پنج جلد، که شش جلد آن پایان پذیرفته) ۳. دانشنامهٔ سیرهٔ نبوی (پانزده جلد) که پس از حدود ۱۲ سال هیج جلدی منتشر نشده۴. دانشنامهٔ فرهنگ فاطمی (در شش جلد). تدوین شده یا در حال تدوین است.
رشاد مؤسس و رئیس حوزهٔ علمیهٔ امام رضا در تهران است که متشکل از چهار مدرسهٔ علمیه (رضائیه، ثامنیه، محمدیه، و مؤسسهٔ آموزش عالی) می‌باشد، یک مجتمع حوزوی جامعِ همهٔ پایه‌ها و سطوح آموزشی حوزوی و رشته‌های تخصصی (فلسفه، کلام، حقوق عمومی، حقوق خصوصی، جزا و…) است.
علی اکبر رشاد اکنون عضو شورای عالی انقلاب فرهنگی، رئیس هیئت حمایت از کرسی‌های نظریه‌پردازی، رئیس شورای حوزه‌های علمیه استان تهران است و عضو شورای عالی الگوی اسلامی ـ ایرانیِ پیشرفت است؛ همچنین مؤسس انجمن جهانی فلسفهٔ دین اسلامی و عضو مؤسس انجمن علمی اصول فقه حوزه است.
سال ۱۳۸۸ نظریه وی با عنوان نظریه ابتنا از سوی دبیرخانه کرسی‌های نظریه پردازی به جشنوارهٔ بین‌المللی فارابی معرفی شد و آن جشنواره کرسی وی را با عنواننظریه ابتناءبه عنوان کرسی برتر معرفی و بر اساس ساختار جشنواره جایزه مالی معین و تقدیرنامه‌هایی از سوی یونسکو، آیسسکو و ریاست جمهوری اسلامی ایران و وزارت علوم تحقیقات و فناوری ایران، به وی اعطا شد.
ایشان جهت ارائهٔ مقاله و سخن رانی در کنفرانس‌ها و مجامع علمی و فلسفی، به کشورهای مختلف از جمله: آلمان، آمریکا، اتریش، اسپانیا، الجزایر، امارات، انگلستان، ایتالیا، بوسنی، پاکستان، ترکیه، تونس، روسیه، سریلانکا، سوئیس، سودان، سوریه، عراق، عربستان، فرانسه، قبرس، لبنان، واتیکان، هند، یونان و … سفر کرده‌است.

## تالیفات

### کتاب‌ها
1. الهیات فلسفی: (دروس الهیات بالمعنی الأخص منظومهٔ حکیم سبزواری)(منتشر نشده).
2. تقریرات بخشی از دروس فقه جهاد سیدعلی خامنه‌ای؛ (منتشر نشده).
3. تقریرات دروس اصول فقه (مبحث الفاظ) وحید خراسانی؛ (منتشر نشده).
4. تقریرات دروس فقه (صلوهً، ولایت فقیه، بخشی از مکاسب محرمه، ربا، خمس) مجتبی تهرانی؛ (منتشر نشده)
5. تقریرات دروس فقه حسینعلی منتظری؛ (منتشر نشده).
6. تقریرات دورهٔ کامل دروس اصول فقه مجتبی تهرانی؛ (منتشر نشده).
7. تلویحات (سروده‌های وی دربارهٔ خمینی)؛ مؤسسهٔ تنظیم و نشر آثار امام خمینی؛ ۱۳۸۸ ش.
8. تماشای جمال (دیوان اشعار استاد)؛ مؤسسه انتشاراتی اطلاعات؛ چاپ اول: ۱۳۷۲ / چاپ سوم ۱۳۸۶.
9. حریت و مدارات (اندیشه سیاسی)؛ مؤسسهٔ امیرکبیر؛ چاپ اول: بهار ۱۳۸۶/ چاپ دوم ۱۳۹۰
10. حوزه؛ سه نگاه (مجموعهٔ سخنرانی‌ها و گفتگوها / منتشر نشده)
11. خشونت و مدارا؛ کانون اندیشهٔ جوان؛ چاپ اول: پاییز ۱۳۷۹ / چاپ دوم ۱۳۸۷.
12. دانشنامهٔ امام علی (سیزده‌جلد)؛ سرپرستی و ویراستاری علمی؛ پژوهشگاه فرهنگ و اندیشهٔ اسلامی؛ چاپ اول: ۱۳۸۰ش/ ۲۰۰۱ م. چاپ چهارم: ۱۳۸۷ ش/ ۲۰۰۸ م.
13. دانشنامهٔ فرهنگ فاطمی؛ سرپرستی و ویراستاری علمی؛ پژوهشگاه (در شرف چاپ)
14. دانشنامهٔ قرآن‌شناسی؛ سرپرستی و ویراستاری علمی؛ (در دست تألیف)
15. دروس فلسفهٔ اصول؛ پژوهشگاه فرهنگ و اندیشهٔ اسلامی؛ (در شرف چاپ)
16. دموکراسی قدسی: (اندیشه و فلسفهٔ سیاسی)؛ پژوهشگاه فرهنگ و اندیشه اسلامی؛ چاپ اول: بهار ۱۳۷۹/ چاپ دوم ۱۳۸۲.
17. دین‌پژوهی معاصر (ارزیابی گفتمان‌های دینی سه‌گانه ایران)؛ پژوهشگاه فرهنگ و اندیشهٔ اسلامی؛ چاپ اول: ۱۳۸۳ش/ چاپ سوم ۱۳۸۸.
18. دیوان امام خمینی (نسخهٔ اول)؛ سرپرستی تدوین و تهیهٔ ملحقات؛ مؤسسهٔ تنظیم و نشر آثار امام خمینی؛ چاپ اول: خرداد ۱۳۷۲/ چاپ‌های مکرر.
19. دیوان امام خمینی (نسخهٔ دوم)؛ مقدمه، اضافات و تعلیقات؛ مؤسسهٔ چاپ و نشر عروج؛ بهار ۱۳۷۷ ش/ ۱۹۹۸ م.
20. ساقه‌های سبز قنوت (شعر نماز و نیایش)؛ مؤسسهٔ اطلاعات؛ چاپ اول: ۱۳۷۴ ش/ ۱۹۹۵ م.
21. سنن حاکم بر تاریخ از منظر قرآن؛ تهران؛ چاپ اول: ۱۳۶۵ش/ ۱۹۸۶ م.
22. سوگنامهٔ ۱؛ سرپرستی گزینش و تدوین؛ مؤسسهٔ تنظیم و نشر آثار امام خمینی؛ چاپ اول: بهار ۱۳۶۹ ش/۱۹۹۰ م.
23. شریعهٔ خرد (تدوین با همکاری دیگران)؛ پژوهشگاه فرهنگ و اندیشهٔ اسلامی؛ چاپ اول، تابستان ۱۳۷۶ ش/ ۱۹۹۷ م.
24. . شور اشراق (مجموعهٔ مقالات در زمینهٔ شعر و ادب)؛ حوزهٔ هنری؛ چاپ اول: ۱۳۷۶ ش/۱۹۹۷ م.
25. شهود و شیدایی: (تأملاتی در باب هنر)؛ مؤسسهٔ اطلاعات؛ چاپ اول: ۱۳۷۵ ش/ ۱۹۹۶ م.
26. علم‌النفس، جلد هشتم اسفار صدرالمتألهین محمد شیرازی؛ تحقیق، تصحیح انتقادی و مقدمه؛ بنیاد حکمت اسلامی صدرا؛ چاپ اول: ۱۳۸۲ ش / ۲۰۰۳ م.
27. فلسفهٔ اصول (ج۱)؛ تصنیف؛ پژوهشگاه فرهنگ و اندیشهٔ اسلامی؛ (در شرف چاپ).
28. فلسفهٔ دین؛ پژوهشگاه فرهنگ و اندیشهٔ اسلامی؛ چاپ اول: ۱۳۸۳ ش/ ۲۰۰۴ م/ چاپ دوم ۸۵.
29. گزیدهٔ اشعار؛ نیستان؛ چاپ اول: ۱۳۷۹ ش/ ۱۹۹۸ م.
30. گزیدهٔ غزل‌های حکیم فیاض لاهیجی؛ گزینش، تصحیح و مقدمه؛ مؤسسهٔ امیرکبیر؛ چاپ اول: تابستان ۱۳۷۲ ش/ ۱۹۹۳ م.
31. مباحثه با جان هیک؛ سازمان انتشارات پژوهشگاه فرهنگ و اندیشهٔ اسلامی، چاپ اول، ۱۳۹۱
32. معراج سبز: (چهل حدیث نماز)؛ گزینش و ترجمه؛ چاپ و نشر ستاد اقامهٔ نماز؛ تابستان ۱۳۷۲ش /۱۹۹۳ م و چاپ مکرر.
33. معنا منهای معنا؛ پژوهشگاه فرهنگ و اندیشهٔ اسلامی؛ چاپ اول: بهار ۱۳۸۸ ش/۲۰۰۹ م.
34. منطق فهم دین: دیباچه‌واره‌ای بر روش‌شناسی اکتشاف گزاره‌ها و آموزه‌های دینی؛ تصنیف؛ پژوهشگاه فرهنگ و اندیشهٔ اسلامی؛ چاپ اول ۱۳۸۹.
35. میخانهٔ عشق (شرح غزل عرفانی «چشم بیمار» امام خمینی)؛ تألیف؛ سازمان تبلیغات اسلامی؛ چاپ اول: ۱۳۶۸ ش/ ۱۹۹۰م.
36. نظریهٔ ابتنا؛ تألیف؛ هیئت حمایت از کرسی‌های نظریه‌پردازی؛ چاپ اول ۱۳۸۹.

### نمونهٔ مقالات
1. آزادی اهانت!؛ زمانه؛ شماره‌های ۴۱و۴۲
2. آزادی؛ فصلنامه الهیات / دانشگاه آزاد؛ شماره یک زمستان۸۲
3. اجتهادگرائی و قرائت پذیرانگاری دین؛ بینش سبز؛ شماره ۶ و۷ اردیبهشت و خرداد ۸۰
4. اجتهادگرایی و قرائت‌پذیرانگاری؛ قبسات؛ ش ۴۹ پاییز ۸۷
5. احیای دین و اصلاح دینداری؛ قبسات؛ شماره ۲۲ زمستان ۸۰
6. اهداف و قواعد گفتگوی دینی و تمدنی؛ ماهنامهٔ ارتباط فرهنگی؛ مهر ۸۵
7. بررسی انتقادی مبادی‌پژوهی اصولیون؛ کتاب نقد؛ (در دست چاپ)
8. پلورالیزم دین و چالش معیار؛ مجله الوحده؛ ش ۲۷۳ شعبان ۱۴۲۵ ق. ۲۲/۹/۸۱
9. تأثیر تصویر اسلامی انسان بر سامانه حیات سیاسی؛ نشریه گفتگو: الهدی؛ سال ۸۰
10. حجب‌النور؛ کتاب نقد؛ ش ۳۵
11. دانشنامه امام علی و آرمانها؛ قبسات؛ شماره ۱۹ بهار ۸۰
12. درآمدی تأسیسی بر فلسفهٔ اصول فقه؛ فصلنامه ذهن؛ ش ۴۳ پاییز ۱۳۸۹
13. دربارهٔ بنیاد نخبگان؛ نشریهٔ گفتگو؛ خرداد ماه ۸۴
14. دیباچه‌ای بر منطق فهم دین؛ قبسات؛ بهار ۸۲
15. دین و دموکراسی؛ قبسات؛ شماره ۲۰ و ۲۱ پاییز و زمستان ۸۰
16. روش تفسیری ملاصدرا به روش عقلی و سپس تأویلی نزدیکاست؛ دو هفته نامهٔ رایحه؛ ش ۶۸ ۱۵ بهمن ۸۸
17. سنت‌پژوهی؛ فقه و حقوق؛ ش ۳ زمستان ۸۳
18. سیطره مجاز؛ کتاب نقد؛ ش ۴۷ شهریور ۸۸
19. سیطرهٔ مجاز در ساحت هویت تاریخی؛ فصلنامهٔ راهبرد فرهنگ؛ ش ۲ تابستان ۸۷
20. ضرورت تأسیس فلسفهٔ دین منطق کشف دین و فلسفهٔ معرفت دینی؛ قبسات؛ ش ۳۸
21. فرجام قدسی تاریخ؛ دیالوگ؛ ش ۳–۲۰۰۵
22. فرجام قدسی تاریخ؛ قبسات؛ ش ۳۳ پاییز ۸۳
23. فرهنگ‌پژوهی مقدم بر مهندسی فرهنگی؛ نشریه مهندسی فرهنگی؛ ۲۱ دی‌ماه ۸۵
24. فطرت به مثابه دال دینی؛ قبسات؛ ش ۳۶
25. فقه و چالشها کاستی‌ها و بایستگی‌های آن؛ کتاب نقد؛ ش ۳۳ زمستان ۸۳
26. فلسفهٔ مضاف؛ قبسات؛ ش۳۹ و ۴۰ بهار و تابستان ۸۵
27. فلسفه نو صدرایی؛ الفارابی؛ ش ۳ خرداد ۸۳
28. فلسفهٔ معرفت دینی؛ فصلنامهٔ ذهن؛ ش ۴۰ زمستان ۱۳۸۸
29. فلسفهٔ فرج؛ کتاب نقد؛ شماره ۴ زمستان ۸۱
30. قرائت پذیری؛ معرفت؛ آذر ۸۰
31. گسترهٔ کارکرد و کاربرد عقل در تفهم و تحقق دین؛ فقه و حقوق؛ ش ۸
32. گسترهٔ کارکرد و کاربرد عقل در تفهم و تحقق دین؛ الحکمه؛ ش یک زمستان ۸۶
33. گفتمان متجدد دست‌آوردها آسیبها و چالشها؛ زمانه؛ شماره ۹ خرداد ۸۲
34. مباحثه با جان هیک؛ قبسات؛ ش ۳۶ پاییز 84[۸]
35. مبادی دخیل در تکون و تطور معرفت دینی؛ فصلنامهٔ قبسات؛ ش ۵۲/ سال چهاردهم
36. مرز بین پرسش و شبهه؛ پرسمان؛ پیش‌شماره ۳ ۲۱/۸/۸۰
37. معنا منهای معنا؛ کتاب نقد؛ ش ۴۶ بهار ۸۷
38. معیار علم دینی؛ ذهن؛ ش ۳۳
39. منزلت و موانع عدالت؛ الهدی؛ ش ۸۴
40. منزلت و موانع عدالت؛ دیالوگ؛ ش ۲ زمستان ۸۳
41. موانع نقد و نوآوری در حوزهٔ دین پژوهی؛ کتاب نقد؛ شماره ۲۷ و ۲۶ بهار ۸۲
42. موانع نواندیشی در دین‌پژوهی؛ مشکوهً؛ تابستان ۸۳
43. موانع نواندیشی دینی؛ قبسات؛ ش ۳۴ زمستان ۸۳
44. موانع نواندیشی و نظریه‌پردازی؛ نشریه مردم‌سالاری؛ ۲۶ و ۲۱/۷/۸۴
45. موانع و مشکلات همزیستی فرهنگی؛ دیالوگ؛ ش ۱ تابستان ۸۳
46. مولانا و تکثرگرایی دینی؛ فصلنامه حکمت و فلسفه؛ سال اول ش اول
47. نظریه‌ی‌ابتناء؛ فصلنامهٔ قبسات؛ ش ۵۲/ سال چهاردهم
48. نظریهٔ ابتنای تکون معرفت دینی بر «تأثیر ـ تعامل» مبادی خمسه (تئوری اکتشاف دیالکتیک ـ دینامیکال دین)؛ قبسات؛ ش ۵۲ و ۵۳ دی‌ماه ۸۸
49. نقد نظریهٔ استاد معرفت در باب بطن و تأویل قرآن؛ کتاب نقد؛ ش ۳۵
50. نقش و سهم فکر و فرهنگ دینی در توسعه؛ نمایه پژوهش؛ شماره 708[۹]

## آثار ترجمه شده به زبان‌های دیگر
1. فلسفه دین؛ عربی؛ کتاب
2. دموکراسی قدسی؛ عربی؛ کتاب
3. فلسفه دین؛ انگلیسی؛ کتاب
4. دموکراسی قدسی؛ انگلیسی؛ کتاب
5. فلسفه دین؛ مالایا؛ کتاب
6. خشونت و مدارا؛ فرانسه؛ کتاب
7. دموکراسی قدسی؛ اسپانیایی؛ کتاب
8. فلسفه دین؛ ترکی آذربایجانی؛ کتاب
9. نقد پلورالیزم دینی جان‌هیک؛ انگلیسی؛ کتاب
10. ضرورت تأمین فلسفه دین، منطق اکتشاف دین و…؛ انگلیسی؛ مقاله
11. گستره کارکرد و کاربرد عقل در تفهم و تحقق دین؛ انگلیسی؛ مقاله
12. معنا منهای معنا؛ انگلیسی؛ مقاله
13. فلسفه معرفت دینی؛ انگلیسی؛ مقاله
14. آیا مولانا جلال‌الدین بلخی یک پلورالیست دینی است؟؛ انگلیسی؛ مقاله
15. دین و دموکراسی؛ عربی؛ مقاله
16. سنت پژوهی؛ عربی؛ مقاله
17. گستره کارکرد و کاربرد عقل در تفهم و تحقق دین؛ عربی؛ مقاله
18. مبانی مدارا؛ عربی؛ مقاله
19. فلسفه اصول؛ عربی؛ مقاله
20. نظریه ابتناء (۱)؛ عربی؛ مقاله
21. نظریه ابتناء (۲)؛ عربی؛ مقاله[۷]